# Roald Amundsen
Roald Engelbregt Gravning Amundsen /ˈɾuːɑl ˈɑmʉnsən/ (Borge, Noruega; 16 de julio de 1872-mar de Barents; 18 de junio de 1928) fue un explorador noruego de las regiones polares. Dirigió la expedición a la Antártida que por primera vez alcanzó el Polo Sur. También fue el primero en surcar el Paso del Noroeste, que unía el Atlántico con el Pacífico, y formó parte de la primera expedición aérea que sobrevoló el Polo Norte.
Contaba con una excelente formación marinera y una especial habilidad en las técnicas de supervivencia, aprendidas en parte de su experiencia en deportes invernales, en la vida de los esquimales y en las expediciones que le precedieron. En sus diferentes expediciones contó con un renombrado equipo en los campos de la navegación, del esquí, de la ingeniería aeronáutica y de la aviación. Amundsen desapareció el 18 de junio de 1928 mientras volaba en avión en el transcurso de una operación de rescate en el Ártico.

## Primeros años
Amundsen nació el 16 de julio de 1872 en el municipio de Borge, muy cerca de Oslo, la capital de Noruega. Fue el cuarto hijo del propietario de barcos y capitán de Marina Jens Amundsen. Su madre, Gustava Zahlqvist, intentó mantenerlo lejos del mar y deseaba que estudiara medicina. Cuando Fridtjof Nansen regresó triunfante a Noruega tras cruzar en 1888 la isla de Groenlandia en esquíes, Amundsen —con dieciséis años en ese entonces— decidió convertirse en explorador polar. En 1890 comenzó a estudiar medicina cumpliendo el deseo de su madre, pero, después de la muerte de esta en 1893, reprobó los exámenes escolares y más tarde abandonó la universidad. A los veinte años se embarcó en un barco de cazadores de focas para continuar su aprendizaje como marinero.
Después de viajar a los Estados Unidos en busca de patrocinadores para sus proyectos, el millonario y explorador estadounidense Lincoln Ellsworth se convirtió en uno de sus principales financiadores. El paso siguiente consistió en adquirir conocimiento en navegación, por lo que regresó a Oslo para asistir a la Christiania Sjømandsskole, donde obtuvo su licencia náutica el 1 de mayo de 1895.

## Travesías polares

### Expedición Antártica Belga (1897-1899)

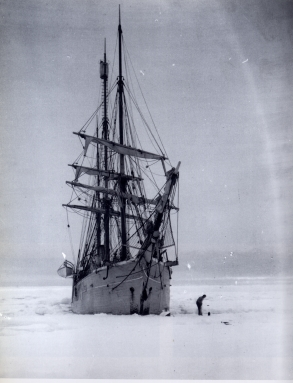
El navío Bélgica

En 1897, Amundsen supo de un proyecto belga para explorar la Antártida. Después de entrevistarse con Adrien de Gerlache, el líder de la expedición, Amundsen consiguió el puesto de timonel. A bordo del buque Bélgica zarpó la exploración desde Amberes (Bélgica) el 16 de agosto de 1897. Ahí conoció al estadounidense Frederick Cook, el médico de la expedición, con el que lograría cultivar una duradera amistad. La expedición belga fue la primera en invernar al sur del círculo polar antártico. El buque quedó atrapado en el mar helado en las coordenadas 70°30′ S, al oeste de la península antártica. La tripulación debió enfrentar un crudo invierno sin estar preparada correctamente para hacerlo. Frederick Cook alimentó a la tripulación con carne cruda de animales marinos, evitándole así la posibilidad de contraer escorbuto y Amundsen dio estímulos a la tripulación y mandó confeccionar abrigos con piel de foca. Esta sería una lección importante para los siguientes viajes de Amundsen.

### Paso del noroeste

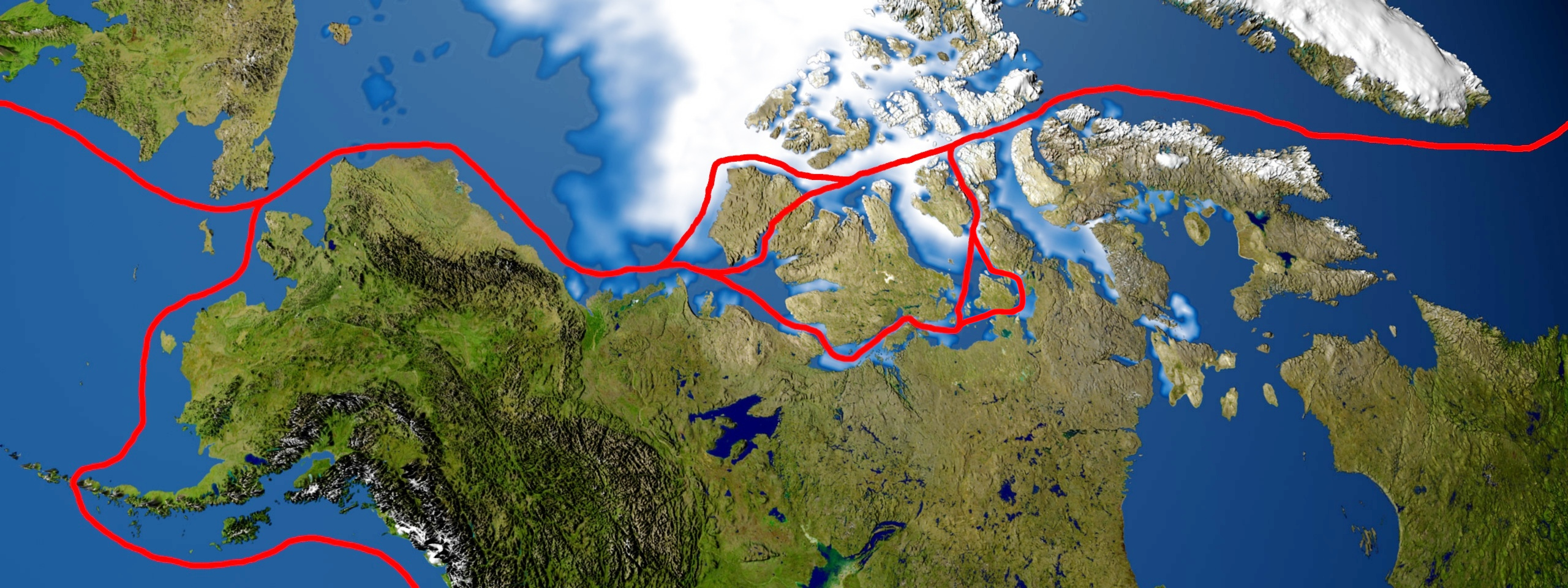
Ruta del paso del noroeste.

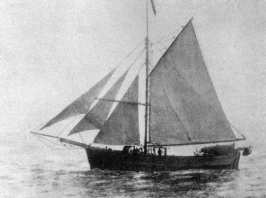
El velero Gjøa.

En 1903 Amundsen comandó la primera expedición que logró recorrer el Paso del Noroeste entre los océanos Atlántico y Pacífico, junto a otros seis integrantes a bordo del velero Gjøa, comprado por Amundsen. Su recorrido los llevó por la bahía de Baffin, y los estrechos de Lancaster, Peels, James Ross y Rae hasta alcanzar la región actualmente conocida como Gjoa Haven, en Nunavut, Canadá. Allí permanecieron durante dos inviernos en actividades de exploración. Durante este tiempo reunió conocimientos sobre el magnetismo del planeta Tierra. Había estudiado, anteriormente, el magnetismo en Holanda.
Durante esta época, Amundsen estudió a los habitantes locales llamados netsilik para aprender sus técnicas de supervivencia, algo que lo llevó a adoptar sus vestiduras. También de ellos fue que aprendió el uso de trineos con perros de tiro. Tras continuar su viaje al sur de la isla Victoria, la expedición atravesó el archipiélago Ártico el 17 de agosto de 1905, pero debió detenerse durante el invierno antes de llegar a la localidad de Nome, en la costa pacífica de Alaska. Amundsen viajó 800 km hasta Eagle City, ciudad que contaba con una estación telegráfica, para dar la noticia de su objetivo cumplido. En 1906 llegó a Nome. Se dice que todo lo aprendido en este viaje, especialmente la utilidad de los perros, fue decisivo para alcanzar el polo sur.

### Conquista del polo sur

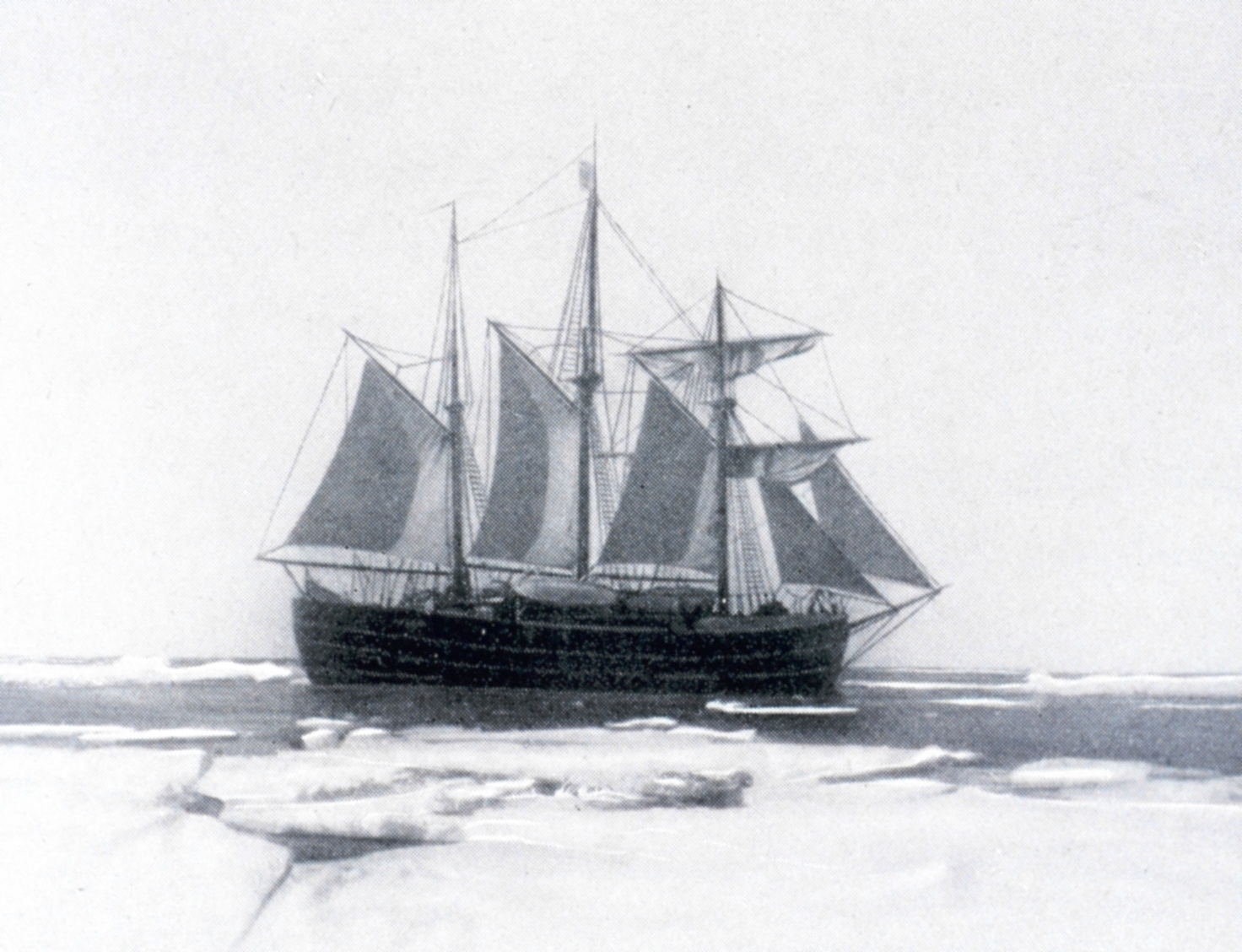
El navío Fram en la Antártida

Tras su expedición al paso del noroeste, Amundsen planeó una expedición al polo norte, para lo que haría uso del Fram, el buque propiedad del gobierno noruego pero ideado y diseñado para la exploración polar por Fridtjof Nansen quien lo había utilizado en sus exploraciones árticas. Amundsen reclutó a su tripulación en Tromso. Tras tener noticias de que Robert Peary se había adelantado en ser el primer hombre en alcanzar el polo norte, Amundsen cambió sus planes, y decidió lanzarse a explorar el polo sur. Parece ser que no notificó el cambio a su tripulación hasta que habían zarpado.
Amundsen no hizo público su cambio de planes de manera inmediata, ante la posibilidad de que Nansen se negase a prestar el Fram para el viaje antártico. Al enterarse Nansen, apoyó la expedición. Cuando llegó a la isla de Madeira, Amundsen envió por telegrama la noticia de su expedición a Robert Falcon Scott, otro explorador que pretendía alcanzar el polo sur y que sería su rival en esa carrera. El texto del telegrama decía BEG TO INFORM YOU FRAM PROCEEDING ANTARCTIC -- AMUNDSEN ("me permito informarle de que el Fram está de camino a la Antártida").
El 14 de enero de 1911 llegó el Fram a la plataforma de hielo de Ross, en el mar del mismo nombre. Allí ancló el navío en la Bahía de las Ballenas y Amundsen levantó su campamento, al que llamó Framheim. Scott, por su parte, se había establecido en MacMurdo Sound, 96 km más lejos del polo que Amundsen. Mientras los planes de Scott eran seguir la ruta de Ernest Shackleton por el glaciar Beardmore hasta la meseta Antártica, Amundsen pretendía crear su propia ruta, y decidió subir los montes Transantárticos hasta llegar a la meseta Antártica.
En febrero, marzo y abril de 1911, los expedicionarios colocaron puestos de avituallamiento en los paralelos 80°, 81° y 82° Sur en línea directa hacia el polo, una práctica que les permitiría probar las condiciones del lugar así como el funcionamiento de los equipos. Durante el invierno, los expedicionarios se dedicaron a la mejora del equipo, en particular de los trineos. Olav Bjaaland logró disminuir significativamente el peso de los trineos. El 4 de febrero de 1911, una parte del equipo de Scott realizó una visita amistosa en barco al Framheim.

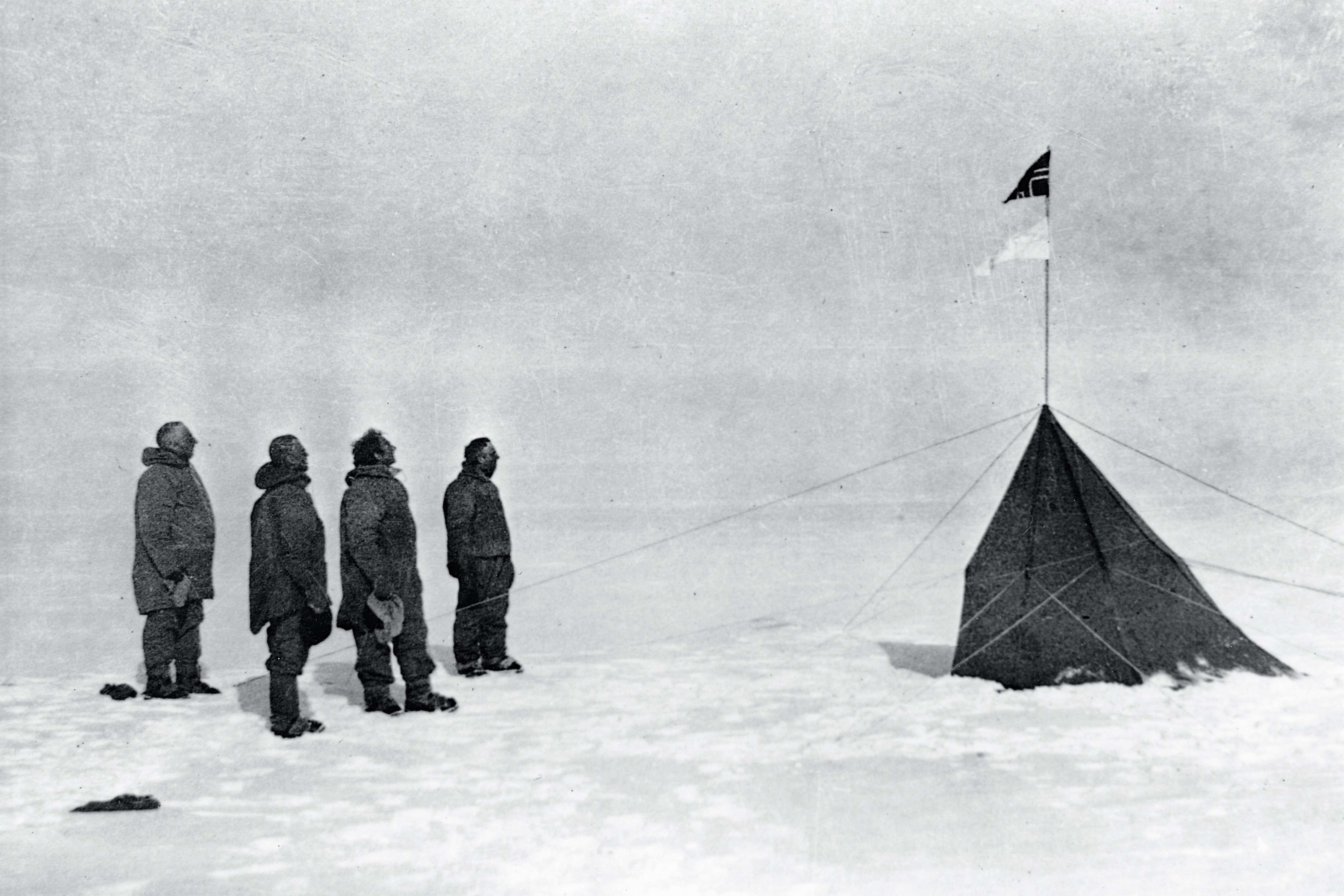
Roald Amundsen y sus compañeros mirando la bandera noruega clavada en Polo Sur el 16 de diciembre de 1911. Foto tomada por Olav Bjaaland.

El 8 de septiembre de 1911 salió la expedición rumbo al polo, aprovechando un aumento en la temperatura que parecía un calentamiento primaveral. El equipo consistía en ocho personas: Olav Bjaaland, Helmer Hanssen, Sverre Hassel, Oscar Wisting, Jørgen Stubberud, Hjalmar Johansen, Kristian Prestrud y Amundsen. Pero poco después de la salida, las temperaturas bajaron drásticamente hasta menos de –51 °C. El 12 de septiembre alcanzaron el puesto de 80°S, dejaron sus suministros y regresaron rápidamente a Framheim. El resultado de esta malograda expedición fue el desencuentro entre Amundsen y Johansen, quien fue expulsado del equipo del polo sur. Amundsen decidió reorganizar al equipo: Prestrud, Johansen y Stubberud fueron comisionados para la exploración de la Tierra de Eduardo VII, descubierta previamente por Scott, mientras que Amundsen, Bjaaland, Hanssen, Hassel y Wisting formaron el nuevo equipo del polo sur.
Amundsen y su equipo partieron el 19 de octubre de 1911 con cuatro trineos y 52 perros de raza groenlandesa, liderados por la hembra Etah. El alimento del equipo constaba de una ración personal diaria de 380 g de galletas, 350 g de pemmican, 40 g de chocolate y 60 g de leche en polvo, mientras que los perros fueron alimentados con 500 g de pemmican diarios.
El 23 de octubre alcanzaron el puesto de los 80° y el 3 de noviembre el de 82°, el último. El día 15 de noviembre, se alcanzó la latitud de 85° Sur, quedando al pie de los montes Transantárticos. Ascendieron los montes y el 21 de noviembre llegaron a la meseta Polar, que sería renombrada como meseta del Rey Haakon VII, mientras que los montes adyacentes fueron bautizados como montes de la Reina Maud. Allí levantaron un campamento que recibiría el nombre de La Carnicería, en el que fueron sacrificados 24 perros. Una parte de la carne sería empleada para alimentar a los perros sobrevivientes, y el resto se almacenaría para el viaje de regreso. Sometidos a tempestades al cruzar por senderos bastante escarpados, llegaron a los 87° el 4 de diciembre y el día 7, tres días después, alcanzarían el punto más al sur de la expedición de Shackleton: 88°23′ S, quedando a 180 km del polo sur.
El polo sur fue alcanzado el 14 de diciembre de 1911, 35 días antes que la expedición de Scott. Amundsen levantó en pleno polo su campamento, llamado Polheim. Decidió dejar una tienda con una carta en su interior, que daría testimonio de su logro en el caso de que el equipo no pudiese regresar a Framheim. La expedición de Scott, bastante desafortunada, alcanzaría el polo 34 días después. El equipo regresó a Framheim el 25 de enero de 1912, con once perros, después de 99 días de viaje de ida y regreso al polo.
Ante la falta de medios de comunicación, el éxito de Amundsen no fue anunciado públicamente hasta el 7 de marzo de 1912, cuando el equipo llegó a Hobart, en Australia. Todo su viaje sería narrado en su libro El polo sur: un informe de la expedición antártica noruega en el "Fram", 1910-1912. Parte de ese libro lo escribió en una estancia de la provincia de Santa Fe, en la Argentina. Estuvo allí en 1912 alojado por gente que conocía, fueron unos meses antes de seguir viaje para el hemisferio Norte.

### Comparación de las expediciones de Amundsen y Scott

Las rutas seguidas por Amundsen (rojo) y Scott (verde).

La gran diferencia estratégica entre ambas expediciones fue que Amundsen basó su transporte exclusivamente en trineos con perros groenlandeses, mientras que Robert Falcon Scott contó con el uso de caballos mongoles. Amundsen decidió sacrificar varios perros antes de llegar al polo y almacenar la carne para el regreso; esta estrategia le permitió aminorar el peso del alimento de los perros y asegurar la alimentación de los animales supervivientes en el viaje de vuelta.
Los caballos de Scott tenían que cargar sacos con avena para su alimentación, lo cual aumentaba su peso y sus posibilidades de hundirse en la nieve. Otra desventaja era que a los caballos el sudor se les congelaba en la piel mientras que los perros regulan su temperatura sin sudor. De modo adicional, parece ser que la expedición de Amundsen contaba con un mejor equipamiento y vestido de mayor resistencia al frío. Todos los caballos de Scott murieron y el equipo tuvo que valerse de su propia fuerza. Además, Scott agregó en el último momento un miembro extra en el equipo, lo que motivó un desajuste en las raciones alimenticias.
Mientras que Amundsen realizó un viaje eficaz y sin grandes contratiempos, Scott llegó con graves penurias al polo, encontró la tienda de Amundsen, y tanto él como su equipo fallecieron durante el viaje de regreso debido a su falta de preparación, ropa inadecuada y ausencia de víveres suficientes. Además también tenían problemas internos. Así, Lawrence Oates se enfrentó con Scott en varias ocasiones, por temas relacionados con la forma de dirigir la expedición. Una vez escribió en su diario: «Myself, I dislike Scott intensely and would chuck the whole thing if it were not that we are a British expedition... Scott is not straight, it is himself first, the rest nowhere...» ('No me gusta nada Scott y lo tiraría todo por la borda si no fuera porque somos una expedición británica... Scott no actúa con rectitud, su primera preocupación es él mismo, el resto no le importa...'). Oates , quien había sufrido reiteradamente dolores a causa de una vieja herida de guerra se dejó morir el día de su trigésimo segundo cumpleaños , “ salió de la tienda y dijo a sus compañeros , salgo y puede que no regrese por un buen tiempo “ lo hizo para no entorpecer la marcha de Scott, quien quizás no hubiera muerto de haber seguido los consejos de Oates.
Por otro lado, en su libro An empire of ice, el ganador del Pulitzer Edward J. Larson indica que Scott puso la ciencia como un objetivo prioritario en su conquista del polo sur, a diferencia de Amundsen, visiones por cierto contrapuestas que ya han sido tratadas por otros autores; de hecho, la expedición de Amundsen estaba conformada por solo cuatro de sus hombres, dejando a los otros 27 (entre científicos y oficiales navales) en el campamento base realizando mediciones científicas o haciendo exploraciones paralelas, mientras que en ruta al polo sur, el grupo de Scott ocupaba tiempo adicional en tomar muestras geológicas, meteorológicas y biológicas, muchas de las cuales resultaron contener restos fosilizados de una flora del paleozoico conocida como Glossopteris, prueba definitiva de la conexión entre la Antártida y el resto de los continentes, evidencia que había sido buscada infructuosamente por décadas. Amundsen, en tanto, instaló un campamento a 100 km del polo sur e inició camino rápidamente; en efecto, respecto a Scott, este autor acota que

[...] fatalmente quedó en desventaja en su competencia frente al noruego Roald Amundsen, un aventurero polar de probada habilidad a quien solo le importaba ganar la carrera.

## Últimas exploraciones

### Rumbo al Paso del Noreste

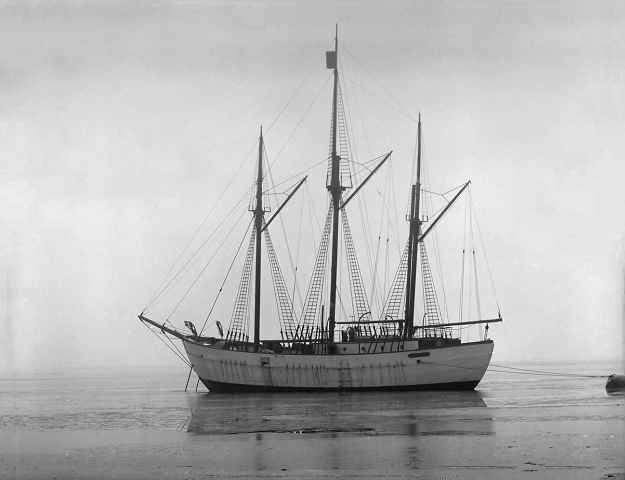
El barco Maud de Amundsen, construido en 1917.

En 1918 Amundsen comenzó una nueva expedición, esta vez con un barco propio, el Maud, construido en 1916, con el que planeaba surcar el Paso del Noreste, viajando desde el océano Atlántico hasta el Pacífico a través del océano Glacial Ártico, por la costa siberiana de la Unión Soviética. El proyecto de Amundsen consistía en congelar el Maud en un banco de hielo flotante y navegar a la deriva, como lo había hecho previamente Nansen con el Fram. La expedición duró dos años, de 1918 a 1920, y no tendría los resultados esperados. No obstante, hubo investigaciones científicas bastante importantes por parte de Harald Sverdrup. Llegó a solicitar 300.000 coronas para continuar con el proyecto.

### Un primer intento por alcanzar el Polo Norte

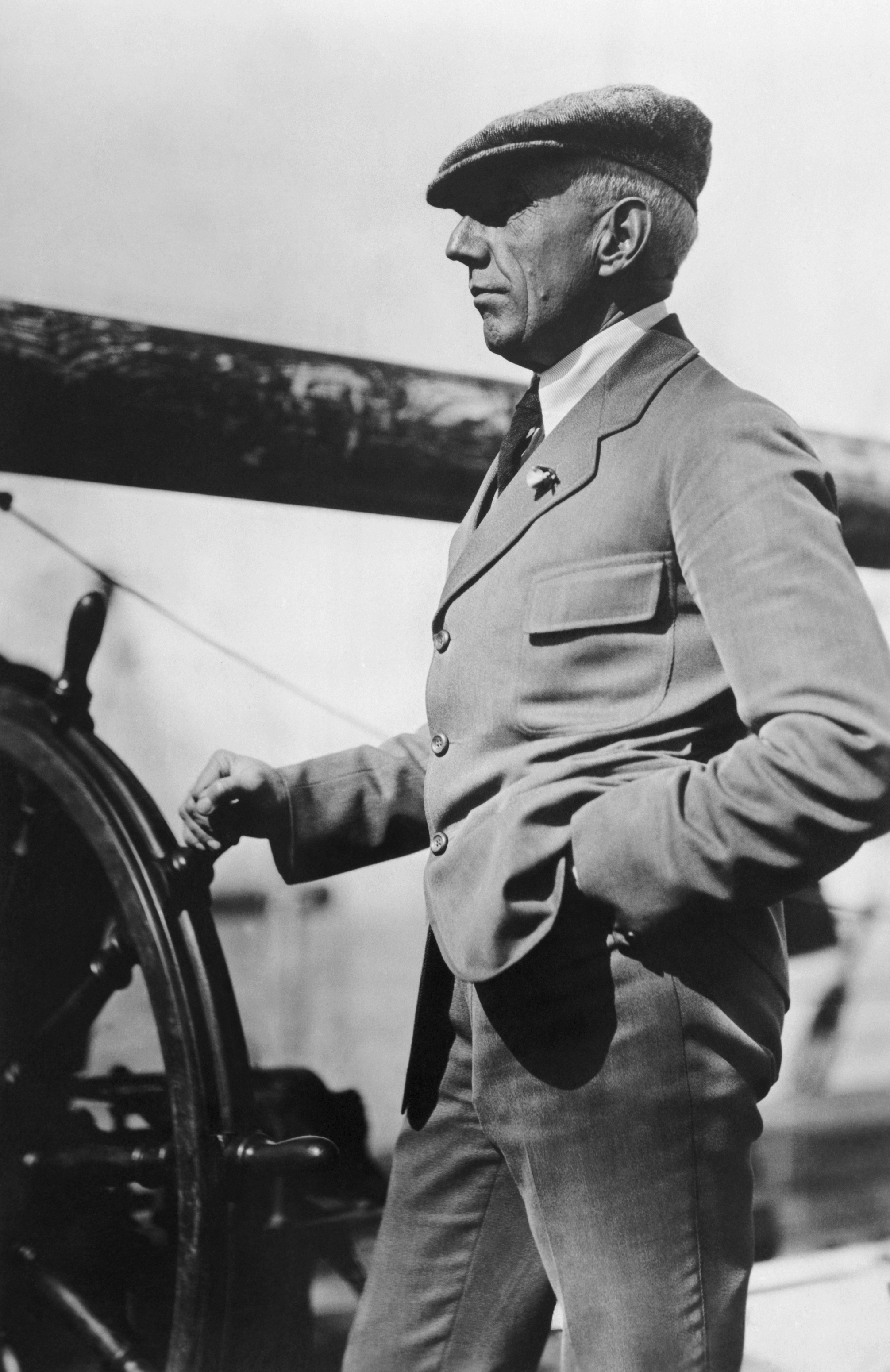
El capitán Amundsen al timón durante la expedición al Polo Norte en 1920.

En 1913 Amundsen visitó los Estados Unidos, donde impartiría una serie de conferencias sobre sus viajes. Después de un viaje en avión a San Francisco y su contacto con Lincoln Ellsworth comenzó a considerar una nueva expedición al Polo Norte, esta vez por vía aérea. De regreso a Noruega, se interesaría cada vez más por la aviación, y tomaría lecciones de vuelo en el Departamento Noruego de Defensa. En 1914 recibió su certificado de vuelo, el primero que recibía un civil en Noruega.
En 1925 llevó a cabo su propósito de realizar una expedición aérea al Polo Norte. Junto con Lincoln Ellsworth, Hjalmar Riiser-Larsen, Leif Dietrichson y dos acompañantes más salieron de Ny-Ålesund, (asentamiento científico en la isla de Spitsbergen, en el archipiélago de Svalbard), en dos aviones, el N-24 y el N-25 con destino a Alaska. El equipo alcanzó los 87°44′ N, la latitud más septentrional alcanzada por un avión en ese tiempo.
Los aviones aterrizaron a unos 15 km del polo norte, y finalmente las tripulaciones se reunieron. El N-24 se averió y el equipo trabajó durante cuatro semanas tratando de limpiar el hielo para crear una improvisada pista para el despegue. Con una ración diaria de 400 g de alimento, el equipo logró retirar 600 t de hielo. Los seis hombres abordaron el N-25 y lograrían abandonar el lugar gracias a la maniobra del piloto Riiser-Larsen, que logró despegar con exceso de peso. Su regreso a Spitsbergen fue recibido con regocijo, pues se creía que se habían extraviado para siempre. 
Esta expedición está narrada por el propio Amundsen en su libro Al Polo Norte en Avión.

### Segundo viaje aéreo al Polo Norte

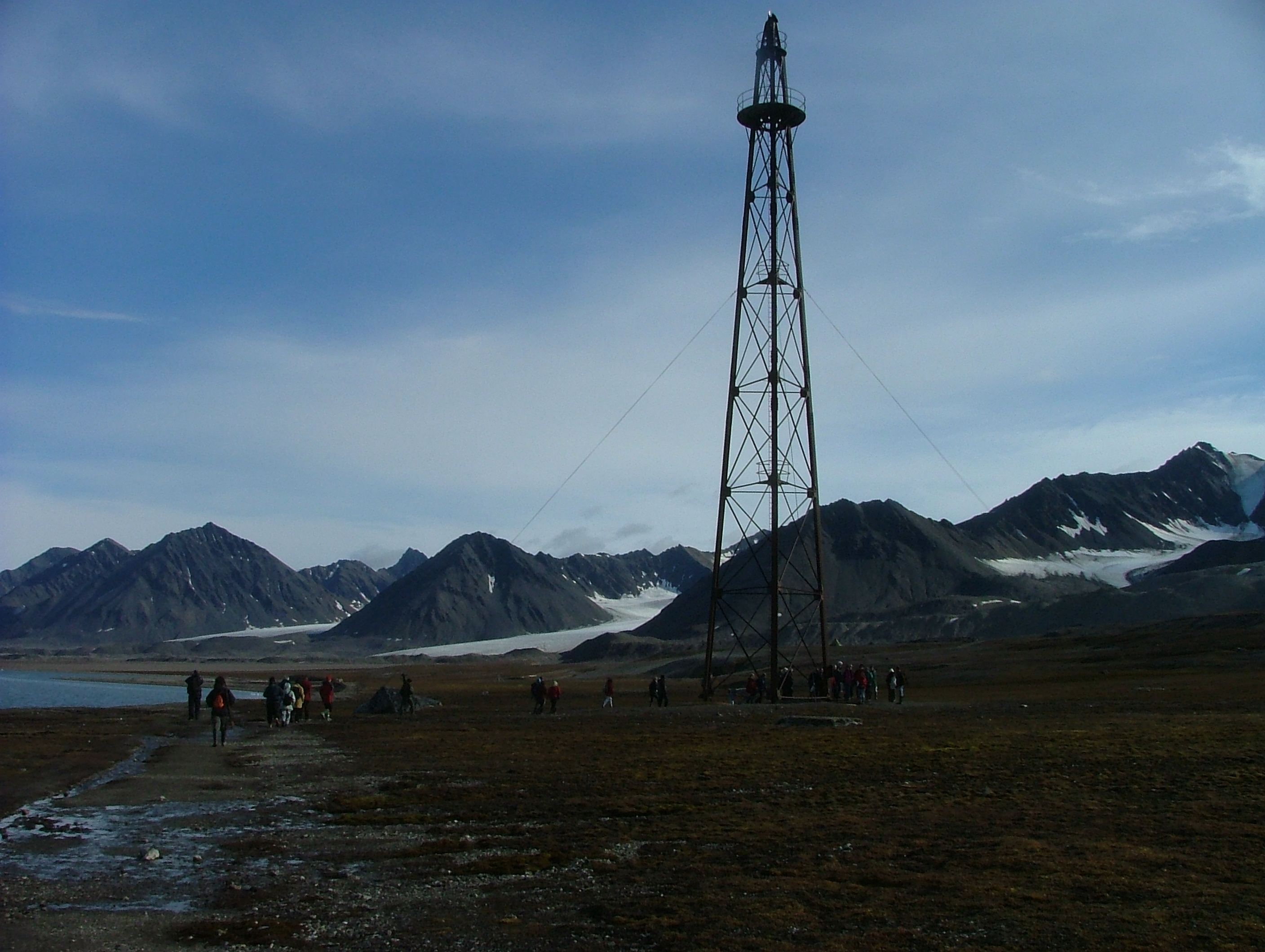
Torre de la base de Ny-Ålesund, de donde salió Amundsen en sus expediciones aéreas al Polo Norte.

En 1926 Amundsen, junto con Ellsworth, Riiser-Larsen, Oscar Wisting y el ingeniero italiano Umberto Nobile realizó una nueva expedición aérea al Polo Norte, a bordo del dirigible Norge, diseñado por Nobile. Salieron de Spitsbergen el 11 de mayo de 1926 y llegaron a Alaska dos días después, pasando por el Polo Norte. Amundsen y Wisting se convirtieron en los primeros hombres en alcanzar ambos polos. Esta expedición está narrada por Amundsen en su libro Sobre el Polo Norte en Dirigible.

### Muerte

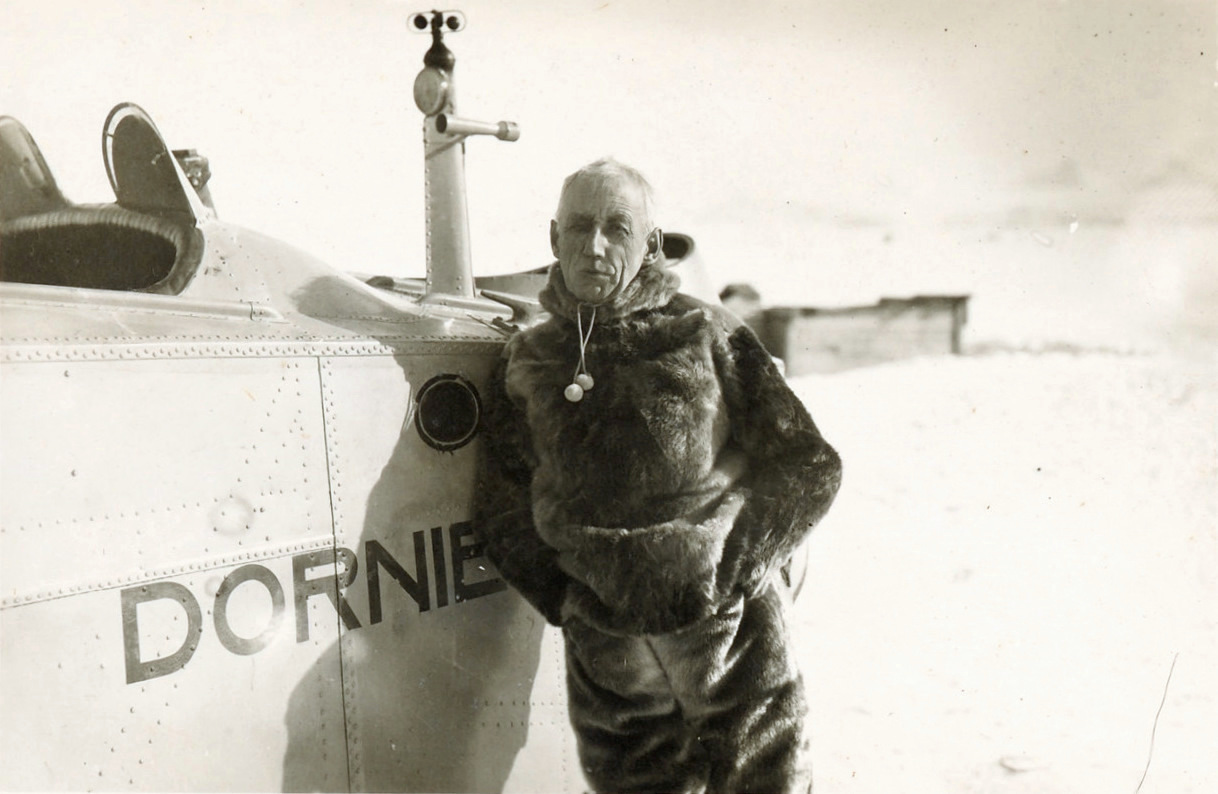
Roald Amundsen en Svalbard en 1925

Después de la expedición en dirigible, ocurrió un desencuentro entre Amundsen y Nobile, motivado por desacuerdos sobre a quién pertenecía el honor de haber surcado el Ártico. Al año siguiente, Nobile encabezó su propia expedición ártica a bordo del dirigible Italia. Al regresar del Polo Norte, el dirigible se perdió, y Amundsen formaría parte del equipo de rescate que salió de Tromsø el 18 de junio de 1928, a bordo del hidroavión francés Latham. Poco después se encontró cerca de la costa de Tromsø un flotador del hidroavión.

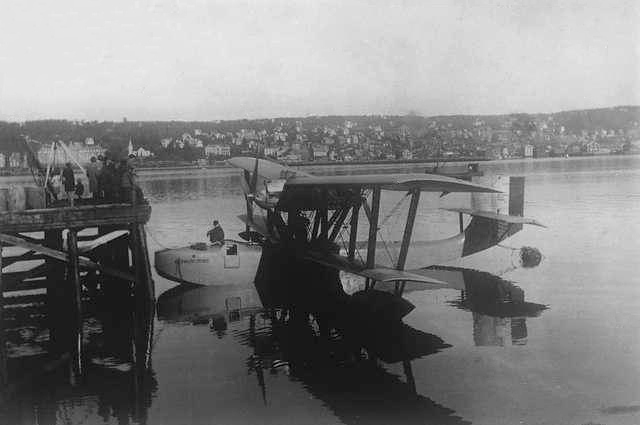
El hidroavión Latham 47.02, en Tromsø, el 18 de junio de 1928, poco antes de que Admundsen saliera con el a la búsqueda de Umberto Nobile y por tanto poco antes de la desaparición de Amundsen.

Parece ser que el hidroavión se estrelló en el mar de Barents, cerca de la isla Bjørnøya y que Amundsen falleció en el accidente. Las misiones de rescate por parte del gobierno noruego finalizaron tres meses después, en septiembre, cuando se perdió toda esperanza de encontrar con vida al explorador. Su cuerpo nunca fue encontrado; por el contrario, Nobile sí fue encontrado con vida.
El gobierno noruego estableció el 14 de diciembre —Día del Polo Sur— como el día en memoria de Roald Amundsen. El explorador fue recordado con el repicar de las campanas de todas las iglesias del país, dos minutos de silencio a las 12 horas, y un memorable discurso de parte de Fridtjof Nansen.

## Amundsen como persona
Aunque Amundsen nunca se casó, tuvo dos hijas adoptivas, de las que llegaría a ser un buen padre. Las niñas, Camilla y Kaconitta, eran inuits y Amundsen las habría recogido en Siberia durante su expedición en el Maud. Vivieron en la casa de Amundsen en Noruega de 1922 a 1924, cuando fueron enviadas a la escuela. Luke Quadlooq, fallecido en el año 1978 en Gjoa Haven, afirmó poco antes de morir que era hijo de  Roald Amundsen.
Su casa en Uranienborg (actual Frogner), dentro del área metropolitana de Oslo, fue su residencia desde 1908 hasta su muerte en 1928. Funciona actualmente como museo.
Formó parte de varias órdenes honoríficas noruegas y extranjeras, y fue nombrado caballero gran cruz de la Orden de San Olaf (1906). Y también recibió la Medalla del Polo Sur (1912) y la Medalla al Gran Mérito Cívico. En 1917 renunció a sus condecoraciones alemanas en protesta por la guerra submarina de Alemania.

## Legado

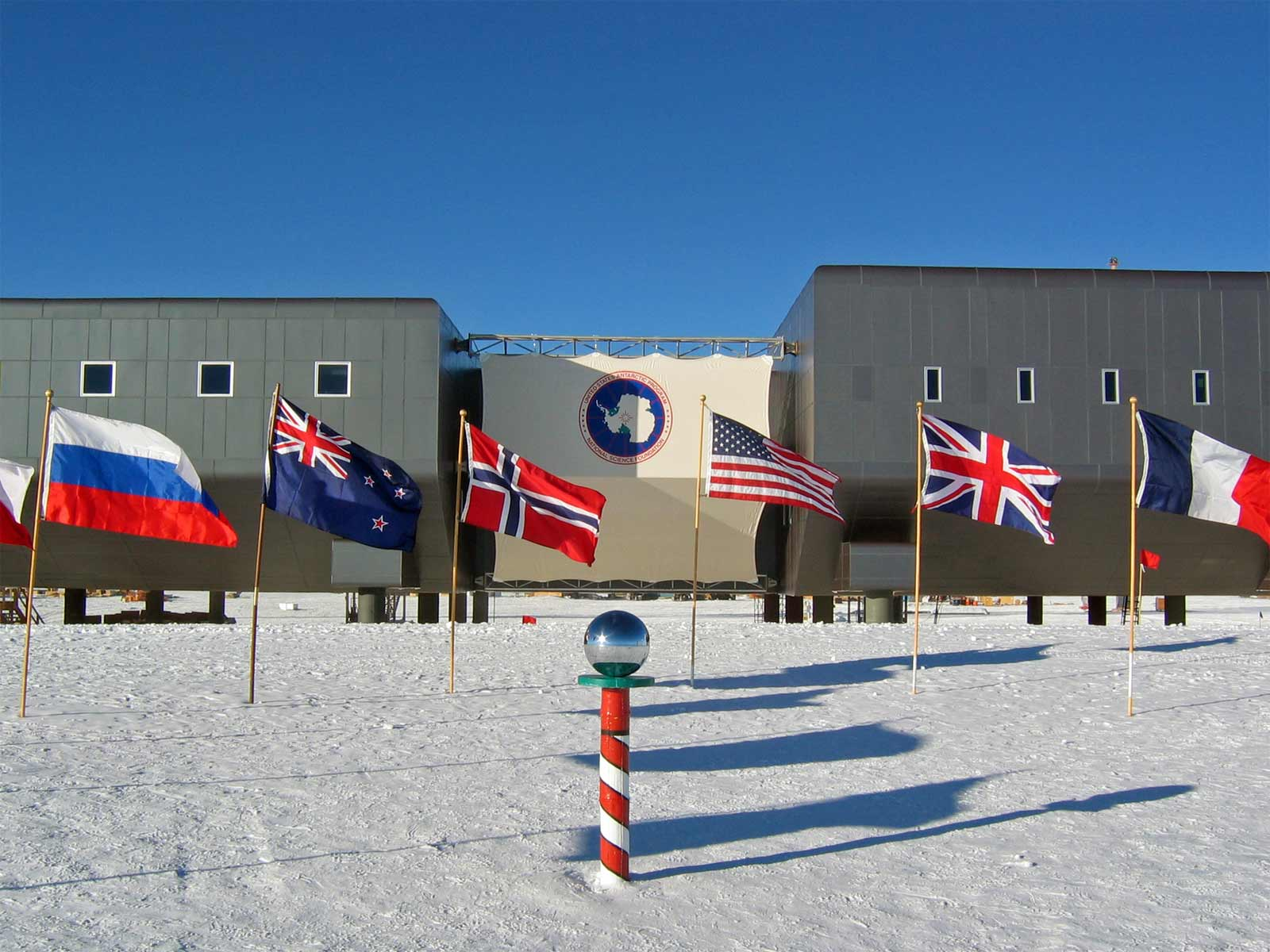
La estación de investigación en la Base Amundsen-Scott en el Polo Sur, en 2007

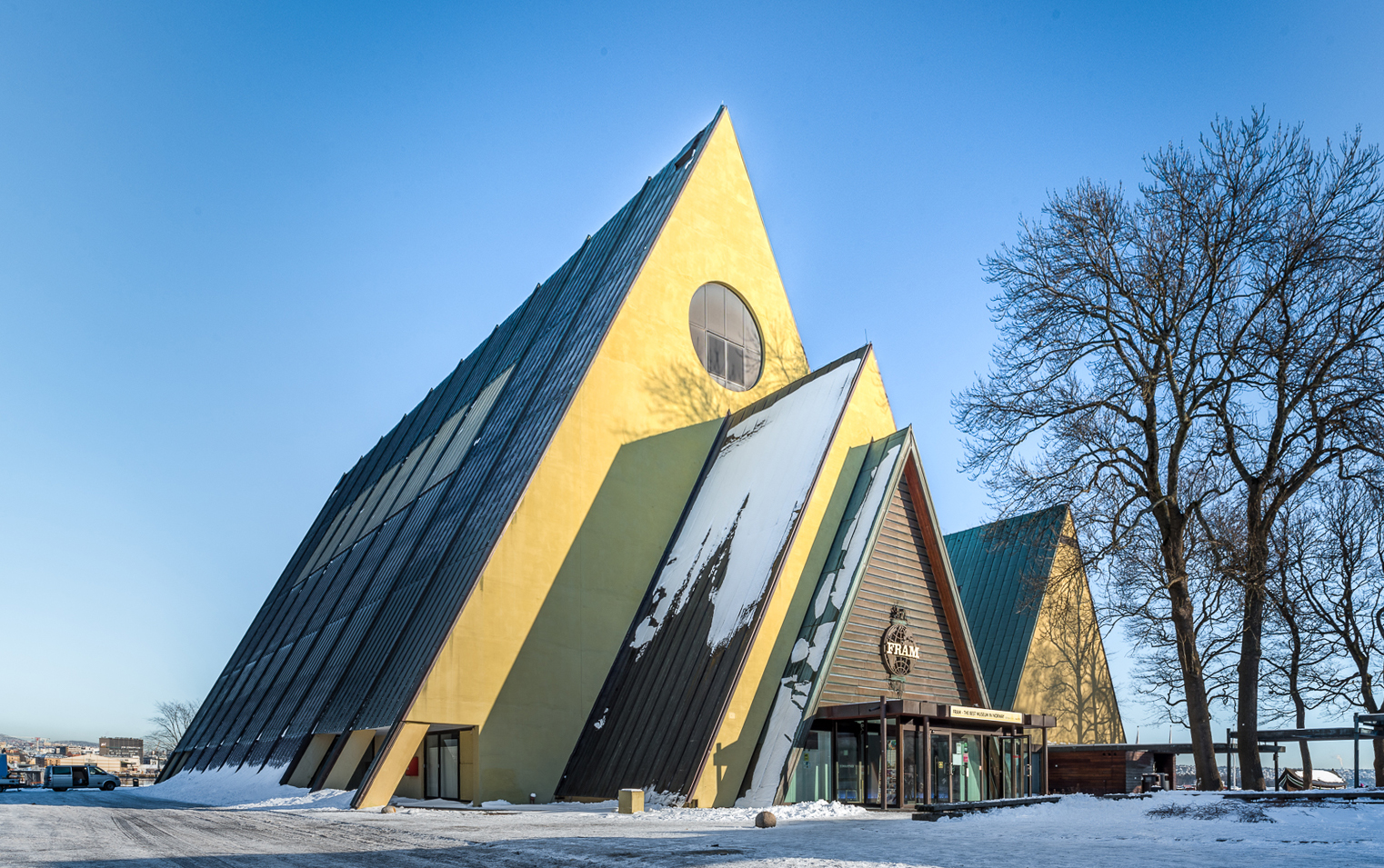
El Museo del Fram en la isla Bygdøy, cerca de Oslo

- Base Amundsen-Scott, estación de investigación estadounidense en la Antártida.
- El glaciar Amundsen, en la Antártida.
- El mar de Amundsen, en la Antártida.
- El golfo de Amundsen, en Canadá.
- El cráter Amundsen en el polo sur de la Luna.[18]
- El asteroide (1065) Amundsenia, que cruza la órbita de Marte.[19]
- El barco Roald Amundsen, es un barco alemán de casco de acero construido originalmente en 1952 y reformado varias veces rebautizado con el nombre del explorador en 1992, y utilizado como buque para la formación en navegación a vela de barcos grandes.[20]
- Las crestas Amundsen, en la Antártida.

## Publicaciones
- Amundsen, Roald: The South Pole: An Account of the Norwegian Antartic Expedition in the Fram, 1910 - 1912, John Murray, 1912. Online edition at eBooks @ Adelaide
- Amundsen, Roald (1927). Roald Amundsen : my life as an explorer. Garden City, New Yourk: Doubleday, Page & Co. Consultado el 27 de mayo de 2021.
- Amundsen, Roald (1912). The South Pole, an account of the Norwegian Antarctic Expedition in the Fram"" 1910-1912. John Murray, Albermarle Street, W. Consultado el 27 de mayo de 2021.
- Admundsen, Roald (30 10 2008). The South Pole; an account of the Norwegian Antarctic expedition in the Fram, 1910-12 (audiolibro) (en inglés). LibriVox. Consultado el 27 de mayo de 2021.

En español
- Amundsen, Roald: Al Polo Norte en Avión. Interfolio Libros 2008 ISBN 978-84-936950-0-2
- Amundsen, Roald: Sobre el polo norte en dirigible. Interfolio Libros 2008 ISBN 978-84-936950-1-9
- Amundsen, Roald: Polo sur, relato de la expedición noruega a la Antártida del Fram, 1910-1912. Interfolio Libros 2010 ISBN 978-84-936950-5-7